# Hans Nordvik
Hans Theodor Nordvik (Trondenes, 1º agosto 1880 – Oslo, 22 luglio 1960) è stato un tiratore a segno norvegese.

## Palmarès

### Olimpiadi
- 2 medaglie:
  - 2 ori (Anversa 1920 nel bersaglio mobile a squadre; Anversa 1920 nel bersaglio mobile colpo doppio a squadre)